# Doktorzy honoris causa Uniwersytetu Przyrodniczego w Lublinie
Doktorzy honoris causa Akademii Rolniczej oraz Uniwersytetu Przyrodniczego w Lublinie:
- 1964  – prof. dr Laura Kaufman
- 1966  – prof. dr hab. Stefan Lewicki
- 1969  – prof. dr hab. Bohdan Dobrzański
- 1974
  - prof. dr Emil Chroboczek (Instytut Warzywnictwa w Skierniewicach)
  - prof. dr Czesław Marian Bieżanko (Uniwersytet w Pelotas (Brazylia))
- 1979

- - prof. dr hab. Ryszard Manteuffel(inne języki) (SGGW w Warszawie)

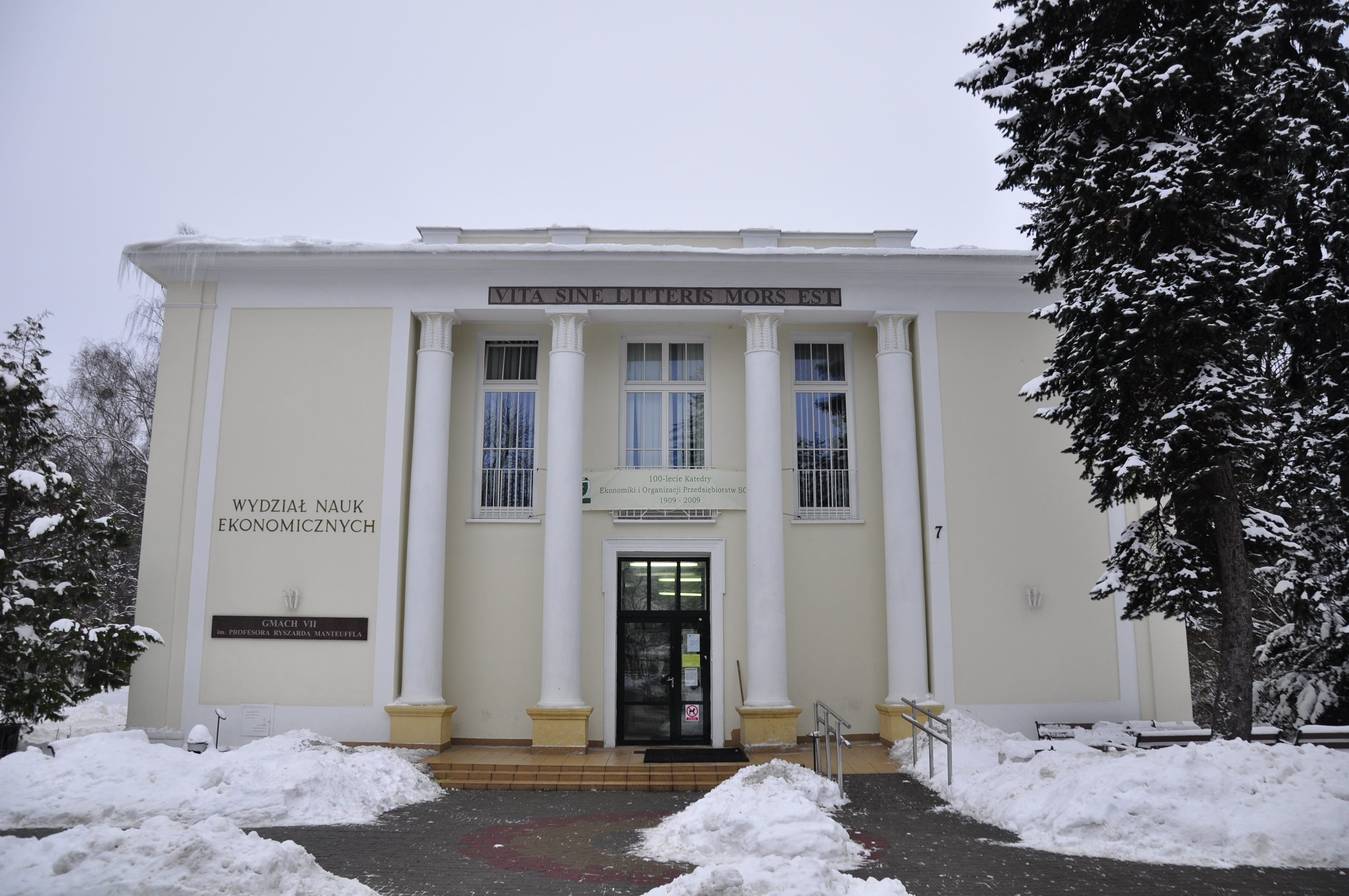
Gmach VII im. Ryszarda Manteuffla na terenie SGGW w Warszawie

  - prof. dr Iwan Jefimowicz Mozgow (Moskiewska Akademia Weterynaryjna)
  - prof. dr hab. Kazimierz Szczudłowski (Akademia Rolnicza we Wrocławiu)
- 1984
  - prof. dr hab. Gabriel Brzęk
  - prof. dr hab. Jerzy Korohoda
- 1985 – prof. dr Jaroslaw Vrtiak (Wyższa Szkoła Weterynaryjna w Koszycach)
- 1987
  - prof. dr Adam Domański
  - prof. dr Marcel F. de Boodt(inne języki) (Uniwersytet w Gandawie (Belgia))
- 1989
  - prof. dr hab. Grzegorz Staśkiewicz(inne języki)
  - prof. dr Stefan Stępkowski
  - prof. dr hab. Paweł Gamcik (Wyższa Szkoła Weterynaryjna w Koszycach)
  - prof. dr Stanisław Bujak
- 1990
  - prof. dr hab. Teresa Hulewicz
  - prof. dr hab. Henryk Jasiorowski, (Wydział Produkcji Zwierzęcej i Weterynaryjnej FAO)
  - prof. dr hab. Janusz Haman
  - prof. Walter K. Bilański (Uniwersytet w Guelph (Kanada))
- 1991 – prof. dr hab. Ewald Sasimowski
- 1992
  - prof. dr hab. Józef Dzieżyc (Akademia Rolnicza we Wrocławiu)
  - prof. dr Luigi Pozzi (Uniwersytet w Turynie (Włochy))
- 1993
  - prof. dr Wienfred Erich Hubert Blum (Uniwersytet w Wiedniu)
  - prof. dr hab. Maria Joanna Radomska (SGGW w Warszawie)
- 1994
  - prof. dr Michel Lapras (Państwowa Szkoła Weterynaryjna w Lyonie)
  - prof. dr hab. Marian Truszczyński (Instytut Weterynarii w Puławach)
- 1995
  - prof. dr Gerhard Bünemann(inne języki) (Uniwersytet w Hanowerze)
  - prof. dr Fritz Lenz (Uniwersytet w Bonn)
  - prof. dr hab. Stanisław Nawrocki (Instytut Uprawy, Nawożenia i Gleboznawstwa w Puławach)
- 1996 – prof. dr James K. Miller (Uniwersytet w Tennessee (USA))
- 1997 – prof. dr Dirk Jan van Zuilichem (Uniwersytet Rolniczy w Wageningen (Holandia))
- 1998 – prof. dr Tadeusz Wolski
- 1999
  - prof. dr hab. Edmund Prost
  - prof. dr Walter Spiess (Federalne Centrum Żywności i Wyżywienia w Karlsruhe)
  - prof. dr Dušan Magic(inne języki) z Uniwersytetu Weterynaryjnego w Koszycach
- 2000
  - prof. dr hab. Zygmunt Reklewski (Instytut Genetyki i Hodowli Zwierząt w Jastrzębcu)
  - prof. dr hab. Rudolf Michałek (Akademia Rolnicza w Krakowie)
  - prof. dr hab. Teofil Mazur (Uniwersytet Warmińsko-Mazurski)
  - prof. dr hab. Henryk Skąpski(inne języki) (SGGW w Warszawie)
- 2002 – prof. dr Józef Rola (Zakład Ekologii i Zwalczania Chwastów IUNG we Wrocławiu)
- 2003
  - prof. dr hab. Władysław Zalewski
  - prof. dr hab. Franciszek Pawłowski
- 2004
  - prof. dr hab. Zygmunt Pejsak (Państwowy Instytut Weterynaryjny w Puławach)
  - ks. prof. dr hab. Józef Życiński, arcybiskup lubelski
- 2006 – prof. dr hab. Dorota Jamroz (Akademia Rolnicza we Wrocławiu)
- 2008
  - prof. dr Dmytro Melnyczuk (Narodowy Uniwersytet Rolniczy w Kijowie)
  - prof. dr hab. Tadeusz Szulc (Uniwersytet Przyrodniczy w Poznaniu)
  - prof. dr hab. Stanisław Wajda (Uniwersytet Warmińsko-Mazurski w Olsztynie)
- 2009
  - prof. dr hab. Stanisław Wołoszyn
  - prof. dr hab. Mieczysław Adamowicz(inne języki) (SGGW w Warszawie)
- 2010 – prof. dr hab. Andrzej Libik (Uniwersytet Rolniczy im. Hugona Kołłątaja w Krakowie)
- 2011 – prof. dr hab. Jan Gliński (Instytut Agrofizyki PAN w Lublinie)
- 2013 – prof. dr hab. Marian Budzyński (Uniwersytet Przyrodniczy w Lublinie)
- 2014 – ks. prof. dr hab. Michał Heller (Uniwersytet Papieski Jana Pawła II w Krakowie)
- 2016 – prof. dr hab. Andrzej Mocek (Uniwersytet Przyrodniczy w Poznaniu)
- 2017 – prof. dr hab. Jan Jankowski (Uniwersytet Warmińsko-Mazurski w Olsztynie)
- 2018 – prof. dr hab. Bernd Hoffmann (Uniwersytet im. Justusa Liebiga w Gissen)
- 2019 – prof. dr hab. Andreas Börner(inne języki) (Instytut Leibniza Genetyki i Badań Roślin Uprawnych (Niemcy))
- 2020
  - abp prof. dr hab. Stanisław Budzik (Metropolita Lubelski)
  - prof. dr hab. Zdzisław Targoński (Uniwersytet Przyrodniczy w Lublinie)
  - prof. dr nauk Wołodymyr Stybel (Lwowski Uniwersytet Narodowy Medycyny Weterynaryjnej i Biotechnologii im. S. Grzyckiego)
- 2021 – prof. dr hab. Marian Wesołowski (Uniwersytet Przyrodniczy w Lublinie)
- 2022
  - prof. dr hab. Andrzej Kotecki (Uniwersytet Przyrodniczy we Wrocławiu)
  - prof. dr hab. Lucjan Pawłowski (Politechnika Lubelska)